# Apricot Princess
Apricot Princess is het tweede studioalbum van Rex Orange County. Het album werd onafhankelijk uitgebracht op 26 april 2017. Op 27 juli 2018 werden er een gelimiteerd aantal CD's en LP's uitgebracht, aangezien het album niet onder een platenlabel zit.

## Tracklist
| Nr.          | Titel                         | Duur  |
| ------------ | ----------------------------- | ----- |
| 1.           | "Apricot Princess"            | 3:58  |
| 2.           | "Television / So Far So Good" | 4:23  |
| 3.           | "Nothing"                     | 4:53  |
| 4.           | "Sycamore Girl"               | 4:40  |
| 5.           | "Untitled"                    | 2:16  |
| 6.           | "4 Seasons"                   | 5:02  |
| 7.           | "Waiting Room"                | 4:00  |
| 8.           | "Rain Man"                    | 0:44  |
| 9.           | "Never Enough"                | 4:59  |
| 10.          | "Happiness"                   | 4:40  |
| Totale duur: | Totale duur:                  | 39:30 |

## Medewerkers
- Rex Orange County - producent (alle nummers), programming (Nr. 1-4, 6 en 9-10) string arrangements (Nr. 1, 4, 6 en 10), gitaar (Nr. 2, 7 en 9-10), keyboard (Nr. 2 en 9-10), drums (Nr. 1 en 9), piano (Nr. 7-8), percussie (Nr. 1), bass (Nr. 7)
- Ben Baptie - producent (Nr. 6), opnametechniek (Nr. 1-4, 6 en 8-10), mix engineering (alle nummers)
- Michael Uzowuru - producent (Nr. 7)
- Jeff Kleinman - producent (Nr. 7), keyboard (Nr. 7), bass (Nr. 7), opnametechniek (Nr. 7)
- Two Inch Punch - producent (Nr. 9) opnametechniek (Nr. 5 en 8-9)
- Marco McKinnis - feature vocals (Nr. 3)
- Thea Morgan-Murrell - feature vocals (Nr. 4), additional vocals (Nr. 1)
- Joe MacLaren - double bass (Nr. 1 en 4), electric bass (Nr. 1, 3, 6 en 9)
- Mike Underwood - saxofoon (Nr. 8)
- Haydn Bendall - orgel (Nr. 10), string arrangements (Nr. 6), opnametechniek (1, 4, 6 en 10)

- Tom Pigott Smith - viool (Nr. 1, 4, 6 en 10)
- Alison Dods - viool (Nr. 1, 4, 6 en 10)
- Calina de la Mare - viool (Nr. 1, 4, 6 en 10)
- Peter Hanson - viool (Nr. 1, 4, 6 en 10)
- Reiad Chibah - viool (Nr. 1, 4, 6 en 10)
- Danny Keane - viool (Nr. 1, 4, 6 en 10)
- Ian Burdge - cello (Nr. 1, 4, 6 en 10)
- Danny Keane - cello (Nr. 1, 4, 6 en 10)
- John Davis - mastering

## Hitnoteringen
| Hitnoteringen (2018)                       | Plek |
| ------------------------------------------ | ---- |
| Scottish Albums (OCC)                      | 91   |
| UK Independent Albums (OCC)                | 24   |
| UK Physical Albums (OCC)                   | 96   |
| UK Vinyl Albums (OCC)                      | 12   |
| US Top Current Albums (Billboard)          | 49   |
| US Heatseekers Albums (Billboard)          | 2    |
| US Independent Albums (Billboard)          | 8    |
| US Top Alternative Album Sales (Billboard) | 6    |
| US Top Rock Album Sales (Billboard)        | 16   |

Alexander O'Connor